# Seznam argentinskih striparjev
Seznam argentinskih striparjev.

## B
- Alberto Breccia

## C
- Crist (Cristobal Reinoso)

## M
- Guillermo Mordillo

## Q
- Quino (Joaquín Salvador Lavado)